# Megaloctena alpherakyi
Megaloctena alpherakyi là một loài bướm đêm trong họ Noctuidae.